# Systems in Blue
Systems in Blue est un groupe musical allemand. Il est formé en 2003 par les anciens chanteurs de studio de Modern Talking et Blue System, sous la direction de Rolf Köhler et Thomas Widrat.

## Histoire

### Débuts
En 2000, une rupture intervient entre les chanteurs de studio de Dieter Bohlen, Rolf Köhler, Detlef Wiedeke, Michael Scholz et le label discographique Sony BMG, lorsque ces derniers ont exigé plus d'argent pour leur travail en studio, ce qui a conduit à la fin de la collaboration.
Avant la fin de l'année, les musiciens enregistrent trois titres, Thomas Widrat s'occupant des paroles. Six mois plus tard, le premier single Magic Mystery sort et se hisse en tête des European Dance Charts. Le deuxième single, Winner, contient une chanson interprétée avec Judith Burmeister, une candidate éliminée de l'émission DSDS. Le succès commercial et l'entrée dans les charts ne sont pas au rendez-vous pour les deux sorties. Le dernier single sorti en avant-première est Point of No Return,, avec lequel le groupe fait quelques petites apparitions à la télévision dans l'émission Guten Morgen sur la ZDF. Peu de temps après, l'album homonyme sort sur le marché. S'ensuivent des tournées qui mènent le groupe de l'Allemagne à la Sibérie, en passant par Israël.
En 2005, le groupe tourne sa première vidéo 1001 Nights, qui est publiée en 2006 sur le quatrième single homonyme. La même année, des collaborations avec d'autres musiciens voient le jour, par exemple Systems in Blue a produit le single Ich will alles und noch mehr de Tommy Fischer et quelques morceaux de la chanteuse Patty Ryan. Le single commun avec Mark Ashley Give a Little Sweet Love est également produit et publié.
En été 2007, le single Voodoo Queen est publié avant que le groupe ne se retire pour travailler sur son nouvel album.

### Décès de Rolf Köhler
En septembre 2007, Köhler est victime d'une attaque vasculaire cérébrale, à laquelle il succombe quelques jours plus tard à l'hôpital. Le reste du groupe cesse alors le travail sur le nouvel album, et une rubrique nécrologique est publiée sur le site web du groupe et sur stern.de.
La sortie du nouvel album n'est donc pas réalisée avant Noël 2007. La sortie de l'album est reportée et le single Dr. No est publié. En mars 2008, l'album Out of the Blue sort finalement. La nouvelle tentative d'atteindre les charts allemands échoue une fois de plus. Peu de temps après, l'album Heartbreak Boulevard de Mark Ashley sort, également produit par Systems in Blue. En mai 2008, l'auteur des paroles, Widrat, quitte le groupe pour des raisons personnelles. Au début de 2009 sort le single System in Blue, qui est une réédition du single de fans homonyme sorti en 2005. Le groupe prévoyait également la sortie d'un deuxième single extrait de l'album Out of the Blue. En raison de divergences avec leur label, le single n'a finalement été publié que sous forme numérique. Au printemps 2009, l'album de remixes Heaven and Hell sort à la place.
Après une pause, Systems in Blue présente son troisième album à l'automne 2017 et poursuit son projet avec une nouvelle formation. 

## Discographie

### Albums studio
- 2005 : Point of no Return
- 2008 : Out of the Blue
- 2017 : Melange Bleu (The 3rd Album)
- 2020 : Blue Universe (feat. D. O. Passion & MS Project & Michael Scholz) (The 4th Album)

### Singles
- 2004 : Magic Mystery
- 2004 : Winner (feat. Judith B.)
- 2005 : Point of no Return
- 2006 : 1001 Nights
- 2006 : Give a Little Sweet Love (feat. Mark Ashley)
- 2007 : Voodoo Queen
- 2008 : Dr. No
- 2009 : System in Blue (Maxi-Single)
- 2009 : Heaven and Hell (nur als Downloadsingle)
- 2012 : Made in Heaven - DJ Deep Hitmix 2k12 (nur als Downloadsingle)
- 2017 : Take it like a Man
- 2017 : She's a Gambler
- 2018 : There's no Heart - Special 80's Maxi Single
- 2019 : Blue Horizons (nur als Downloadsingle)
- 2020 : Play for me the Melody of Love (nur als Downloadsingle)
- 2021 : Don't walk into the Light (nur als Downloadsingle)
- 2022 : Look up

### EP
- 2015 : Back in Blue (nur als Download-EP)
- 2016 : Back in Blue

### Compilations et albums de remixes
- 2009 : Heaven and Hell - The Mixes
- 2010 : The Big Blue Megamix
- 2011 : Symphony in Blue – The Very Best of
- 2012 : Voices from Beyond
- 2013 : Mega Bluebox

### DVD
- 2005 : Systems In Blue & Patty Ryan live in Essen (sur DVD-R)
- 2006 : Behind the Scenes 1001 Nights (sur DVD-R)
- 2006 : Essen 2006 (sur DVD-R)